# Società anonima miniere di Bacu Abis
La Società anonima miniere di Bacu Abis fu costituita a Torino il 21 aprile 1873 con un accordo tra l'ing. Anselmo Roux e la Compagnia Generale delle Miniere, acquistando la Società "Tirsi-Po" di Millo e Montani. La Bacu Abis, come spesso venne denominata questa Società, fu molto attiva (con le sue concessioni minerarie di Bacu Abis, Caput Acquas o Caput Aquas, Cortoghiana e Terras Collu o Terras de Collu), tra la fine dell'Ottocento e l'inizio del Novecento, e cessò l'attività quando fu dichiarata fallita il 12 aprile 1933 per difficoltà finanziarie. Tutte le concessioni minerarie della "Bacu Abis" furono poi rilevate dalla Società mineraria carbonifera sarda (spesso abbreviato in Carbosarda o nella sigla MCS), che fu un'azienda statale attiva nel settore minerario e metallurgico. La Carbosarda, costituita dal governo nel 1933, rilevò così  da imprenditori privati tutte le concessioni minerarie per l'estrazione del carbone in Sardegna. In piena autarchia, grazie ai numerosi e notevoli investimenti finanziari del governo nel settore carbonifero sardo per conseguire l'autosufficienza energetica, la Carbosarda aprì nuove miniere che si aggiungevano a quelle ereditate dalle concessioni private.

## Produzioni carbonifere e manodopera della Società anonima miniere di "Bacu Abis" (1874-1934)
Dal 1874 fino al 1934 le produzioni carbonifere furono le seguenti:
| Anno | Produzione in tonnellate                                                | manodopera                                                  |
| ---- | ----------------------------------------------------------------------- | ----------------------------------------------------------- |
| 1874 | 10.085 - 10.228                                                         | 312 operai                                                  |
| 1875 | 10.085                                                                  |                                                             |
| 1876 | 6.120,8 - 6.121 - 11.346                                                | 337 operai                                                  |
| 1877 | 11.212 - 11.345 - 11.346                                                | 137 operai - 256 operai                                     |
| 1878 | 3.000                                                                   |                                                             |
| 1879 | 14.878                                                                  | 250 o 270 operai - 245 operai                               |
| 1880 | 4.500 - 15.004 - 16.144                                                 | 250 o 270 operai - 314 operai                               |
| 1881 | 13.004                                                                  | 250 o 270 operai - 337 operai - 377 operai                  |
| 1882 | 10.085                                                                  | 185 operai                                                  |
| 1883 | 11.619                                                                  | 178 operai                                                  |
| 1884 | 13.253                                                                  | 199 operai                                                  |
| 1885 | 9.930                                                                   | 204 operai                                                  |
| 1886 | 10.862 - 10.867                                                         | 203 operai                                                  |
| 1887 | 13.580                                                                  | 15 operai - 247 operai                                      |
| 1888 | 6.205 o 6.570 - 17.146                                                  | 364 operai                                                  |
| 1889 | 19.664                                                                  | 344 operai                                                  |
| 1890 | 10.000 - 12.563 - 15.000 - 15.701                                       | 347 operai                                                  |
| 1891 | 10.300                                                                  |                                                             |
| 1892 | 12.300                                                                  |                                                             |
| 1893 | 13.500                                                                  |                                                             |
| 1894 | 13.700                                                                  |                                                             |
| 1895 | 14.472 15.608                                                           | 227 operai                                                  |
| 1896 | 14.000 - 15.597                                                         | 241 operai                                                  |
| 1897 | 13.000 - 18.229                                                         | 216 operai                                                  |
| 1898 | 16.000 - 23.290                                                         | 232 operai                                                  |
| 1899 | 15.000                                                                  |                                                             |
| 1900 | 9.865 - 15.000 - 30.000 - 33.843                                        | 277 operai                                                  |
| 1901 | 38.000                                                                  | 657 operai                                                  |
| 1902 | 38.027                                                                  | 657 operai                                                  |
| 1903 | 25.000                                                                  |                                                             |
| 1904 | 24.016                                                                  | 307 operai                                                  |
| 1905 | 25.000                                                                  |                                                             |
| 1906 | 15.676                                                                  | 339 operai                                                  |
| 1907 | 25.000                                                                  |                                                             |
| 1908 | 16.412                                                                  | 240 operai                                                  |
| 1909 | 21.179                                                                  | 247 operai                                                  |
| 1910 | 8.954 - 20.033 - 25.000                                                 |                                                             |
| 1911 | 22.701                                                                  |                                                             |
| 1912 | 24.354 - 25.437                                                         | 281 operai                                                  |
| 1913 | 24.859 - 24.895 - 25.285                                                | 328 operai                                                  |
| 1914 | 27.122 (Società mineraria Bacu Abis: 15.682) - 27.941                   | 543 operai                                                  |
| 1915 | 46.610 (Società mineraria Bacu Abis: 31.239) - 54.914                   | 845 operai                                                  |
| 1916 | 68.505 (Società mineraria Bacu Abis: 52.298) - 82.223 - 80.360          | 1.575 operai                                                |
| 1917 | 70.000 - 80.159 (Società mineraria Bacu Abis: 65.147) - 93.306          | 1.100 operai - 1.594 operai                                 |
| 1918 | 82.387 o 82.987 (Società mineraria Bacu Abis: 70.000) - 94.608 - 94.708 | 1.100 operai - 1.905 operai                                 |
| 1919 | 56.720 - 66.913                                                         | 1.519 operai                                                |
| 1920 | 76.302 - 89.625                                                         | 1.567 operai                                                |
| 1921 | 51.797 - 56.754                                                         |                                                             |
| 1922 | 58.809 - 65.988                                                         | 1.025 operai                                                |
| 1923 | 74.273 - 82.223                                                         | 966 operai                                                  |
| 1924 | 39.322 - 49.427                                                         | 668 operai                                                  |
| 1925 | 66.669                                                                  |                                                             |
| 1926 | 40.846 - 56.940                                                         | 599 operai interno + 235 operai esterno = 834 operai totale |
| 1927 | 14.114 - 23.553                                                         | 497 operai interno + 141 operai esterno = 638 operai totale |
| 1928 | 30.567 - 33.583 - 42.110 - 50.000                                       | 450 operai                                                  |
| 1929 | 29.215 - 37.777                                                         | 125 operai interno + 77 operai esterno = 202 operai totale  |
| 1930 | 21.186 - 28.239                                                         |                                                             |
| 1931 | 20.356 - 25.958                                                         | 186 operai interno + 165 operai esterno = 351 operai totale |
| 1932 | 28.460 - 34.311                                                         | 222 operai interno + 230 operai esterno = 452 operai totale |
| 1933 | 35.733 - 48.780 - 49.859                                                | 600 operai + 15 impiegati = 615 dipendenti totale           |
| 1934 | 53.427                                                                  | 400 operai                                                  |